# 马龙 (解放军)
马龙（1912年—1977年3月27日），原名马国平，别名隆兴，湖北省大冶县人，中国人民解放军将领、中国人民解放军开国少将。

## 生平
马龙出生在大冶县（今大冶市）殷祖镇马对于村一个贫苦农民家庭。1929年参加红军游击队，1930年7月加入中国共产党。随红军长征，到陕北后担任独立三团政委。1937年调抗日軍政大學学习，后参加中央工作团。1943年任晋察冀军区三十团团长，1944年担任晋察冀军区四分区司令员。曾任晋察冀军区四纵十旅旅长。1949年担任华北军区六十七军副军长。
1950年担任华东军区海军东海舰队第七舰队司令员（舟山基地司令员）。1955年被授予中国人民解放军少将军衔，授衔时43岁。荣获二级八一勋章、二级独立自由勋章、一级解放勋章。
1957年担任东海舰队副司令员。1975年，接替刘浩天，担任东海舰队司令员。1977年，由郑国仲接任。
1977年3月27日，因公外出遭车祸于宁波逝世，享年65岁。